# نزار شقير
نزار شقير (1941 - 16 يونيو 2024)، هو رائد أعمال لبناني، مؤسس ورئيس مجلس إدارة مجموعة "باتشي" المتخصصة في إنتاج الشوكولاتة.

## حياته
نزار شقير من مواليد بيروت عام 1941، سافر في الـ 18 من عمره إلى الكويت، وعمل هناك في شركة لتصنيع الغاز، ثم عاد إلى لبنان ليبدأ بمهنة أسس عبرها "باتشي" التي لاقت نجاحاً كبيراً بعد افتتاح محله بمساعدة أربعة من الموظفين، حيث كان يفتتح فرعاً جديداً كل 6 أشهر، ليصل عدد محال "باتشي" في العالم إلى أكثر من 150 فرعاً.
بدايته: كانت له مسيرة مهنية حافلة، انطلق خلالها بتأسيس شركته، من متجر صغير في شارع الحمرا إلى مبنى بمساحة ألفي متر مربع في منطقة الوسط التجاري، علاوة على امتلاك الشركة لأفرع تجارية تنتشر في مختلف أنحاء العالم. في عام 1974، افتتح شقير متجره الخاص لبيع الشوكولاتة والهدايا المتعلقة بالأفراح، والتي تُقدم للمدعوين في حفلات الزفاف، بالإضافة إلى الهدايا الخاصة بمستلزمات المنازل. واختار شقير اسم «"باتشي" Patchi» ليطلقه على متجره، ليصبح أحد الأسماء التجارية البارزة في عالم الأعمال

## وفاته
توفي يوم الأحد 16 يونيو 2024 في مستشفى «كليمنصو cmc» الجامعي، وقد اقيمت صلاة الجنازة ظهر يوم الإثنين 17 يونيو في جامع الخاشقجي، ودُفن في جبالة الشهداء.

## من مؤلفاته
- كتاب: «مسيرة نجاح».[5]